# Mark Hammergren
Mark Hammergren född 1964, är en amerikansk astronom.
Han är verksam vid Adler Planetarium.
Minor Planet Center listar honom som M. Hammergren och som upptäckare av 2 asteroider.
Asteroiden 7917 Hammergren är uppkallad efter honom.

## Asteroider upptäckta av Mark Hammergren
| 14466 Hodge   | 25 juli 1993 |
| 43844 Rowling | 25 juli 1993 |